# Jacek Szarski

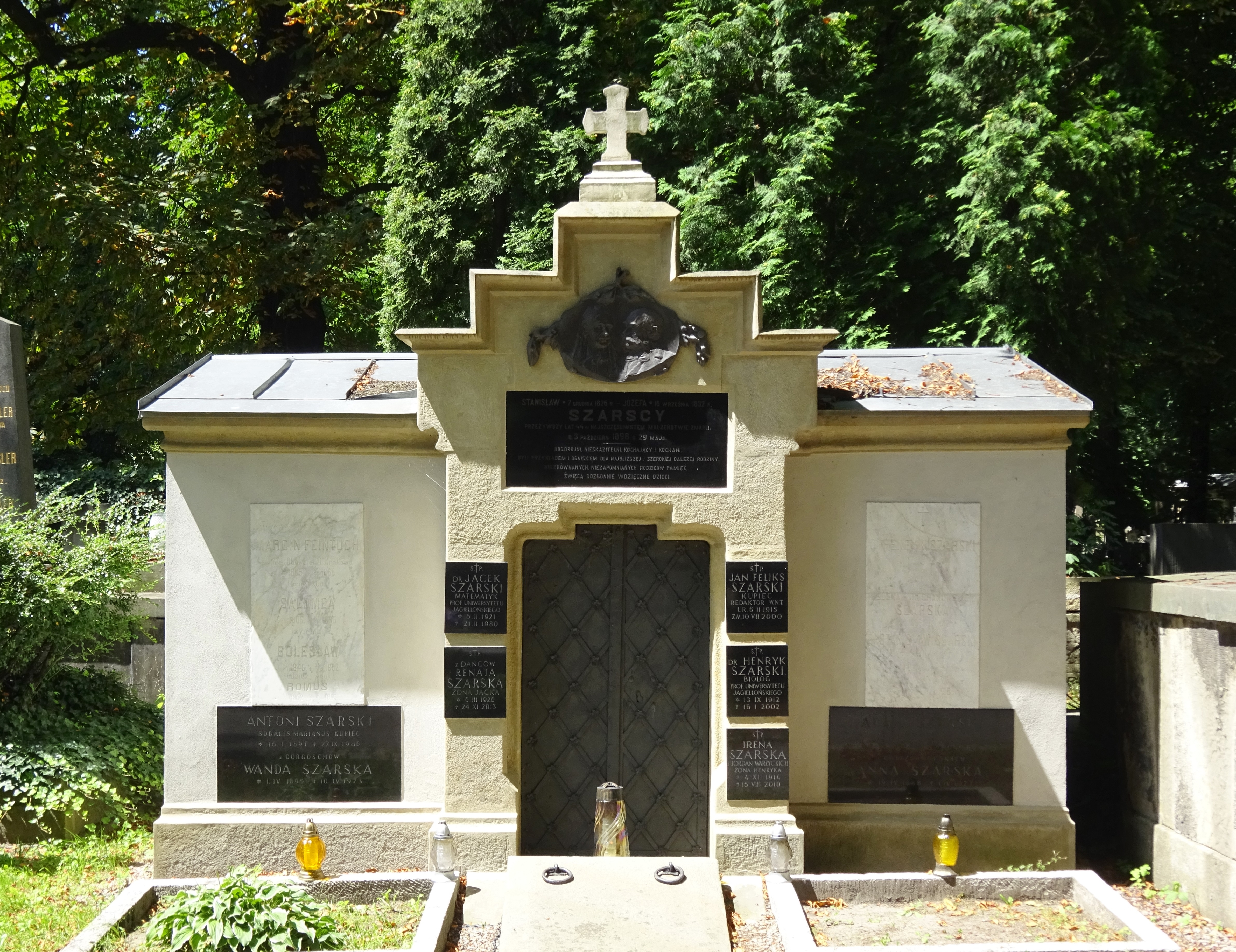
Grobowiec Szarskich na cmentarzu Rakowickim w Krakowie

Jacek Szarski (ur. 6 lutego 1921 w Krakowie, zm. 21 lutego 1980 w Zakopanem) – polski matematyk.

## Życiorys
Pochodził ze znanej rodziny kupieckiej, był synem Antoniego Szarskiego (1891–1946) oraz wnukiem Henryka Szarskiego. Ukończył II Liceum Ogólnokształcące w Krakowie i w 1938 r. rozpoczął studia na Wydziale Filozoficznym Uniwersytetu Jagiellońskiego.
W czasie okupacji hitlerowskiej kontynuował studia na tajnym uniwersytecie. Stopień magistra otrzymał w marcu 1945 r.
Pod koniec 1945 r. uzyskał stopień doktora filozofii na podstawie rozprawy O problemie integralnego istnienia całki pierwszej równania różniczkowego zwyczajnego napisanej pod kierunkiem Tadeusza Ważewskiego. Praca habilitacyjna obroniona w 1947 r. dotyczyła nierówności różniczkowych cząstkowych pierwszego rzędu. Jacek Szarski pracował w Uniwersytecie Jagiellońskim od ukończenia studiów w marcu 1945 r. kolejno jako asystent przy II Katedrze Matematyki, w latach 1948–1954 r. zastępca profesora III Katedry, następnie jako profesor nadzwyczajny od 1954 r. i zwyczajny od 1962 r. Katedry Analizy Matematycznej Po przejściu prof. Ważewskiego na emeryturę w 1966 r. objął jej kierownictwo. W latach 1956–1958 był dziekanem Wydziału Matematyczno-Fizyczno-Chemicznego, a w latach 1964–1966 prorektorem UJ.
Prezes Polskiego Towarzystwa Matematycznego (1979–1981). W 1969 r. został członkiem korespondentem PAN.
Przedmiotem badań Jacka Szarskiego były równania i nierówności różniczkowe.
Zmarł nagle podczas zimowego pobytu w Zakopanem na stokach Gubałówki. Został pochowany w grobowcu rodzinnym na cmentarzu Rakowickim w Krakowie (kwatera Pas 12-wsch-po lewej Starzewskich).

## Ordery i odznaczenia
- Krzyż Komandorski Orderu Odrodzenia Polski (1979)
- Krzyż Oficerski Orderu Odrodzenia Polski (1964)
- Medal 10-lecia Polski Ludowej (15 stycznia 1955)[7]
- Medal Komisji Edukacji Narodowej (1979)
- Odznaka 1000-lecia Państwa Polskiego (1966)